# Massoud Azizi
Massoud Azizi, född 2 februari 1985 är en afghansk idrottsman.

## Personliga rekord[1]

### Utomhus
- 100 meter: 11,11 (12 april 2005, Mekka)
- 200 meter: 23,33 (10 december 2006, Doha)

### Inomhus
- 60 meter: 7,40 (6 februari 2004, Teheran)

## Internationellt deltagande
Azizi deltog på 100 meter vid OS 2004, där han blev åtta i sitt heat med tiden 11,66..
Han deltog även på 100 meter vid OS 2008, där han blev sist i sitt försöksheat i första omgången med tiden 11,45 .